# 奧利弗·佐爾格
奧利弗·佐爾格（德語：Oliver Sorg；1990年5月29日—）是一位德國足球運動員，在場上的位置是右後衛。目前為自由身。他早期曾是一位左後衛，但後來改踢右後衛。